# Petra Schmidt-Schaller
Petra Schmidt-Schaller (n. 28 august 1980, Magdeburg, RDG) este o actriță germană.

## Date biografice
Tatăl ei este actorul Andreas Schmidt-Schaller, iar mama actrița și regizoarea Christine Krüger. Petra a copilărit în cartierul Prenzlauer Berg din Berlinul de Est. Între anii 1997–1998, a urmat un an școala în SUA, iar după bacalaureat în 2000 a început să studieze actoria la școala superioară pentru muzică și teatru „Felix Mendelssohn Bartholdy“ din Leipzig. După promovarea dramaturgiei a jucat diferite roluri de teatru în Weimar. Ea devine cunoscută prin rolul jucat în filmul "Ein fliehendes Pferd" rol pentru care a fost premiată în 2007 ca cea mai bună tânără speranță.

## Filmografie
- 2003: SOKO Leipzig – Tödliche Falle
- 2006: Reine Formsache
- 2006: Nicht alle waren Mörder
- 2007: Ein fliehendes Pferd
- 2007: Schönen Tag, Marie (film de scurt metraj)
- 2008: Nacht vor Augen
- 2008: Das Beste kommt erst
- 2008: SOKO Leipzig – Bernie
- 2008: Lupul de mare
- 2008: Balkan Traffic – Übermorgen Nirgendwo
- 2009: Die Wölfe – Teil 2: Zerbrochene Stadt
- 2009: Tatort – Bluthochzeit
- 2009: Ein Sommer in Long Island
- 2010: Das geteilte Glück
- 2011: Unknown
- 2011: Almanya – Willkommen in Deutschland